# Santos-o-Velho
Santos-o-Velho, manchmal auch nur Santos genannt, ist ein Stadtviertel und eine frühere Freguesia der portugiesischen Hauptstadt Lissabon. Das Viertel befindet sich geografisch südwestlich des eigentlichen Lissaboner Stadtzentrums unmittelbar am Tejo.

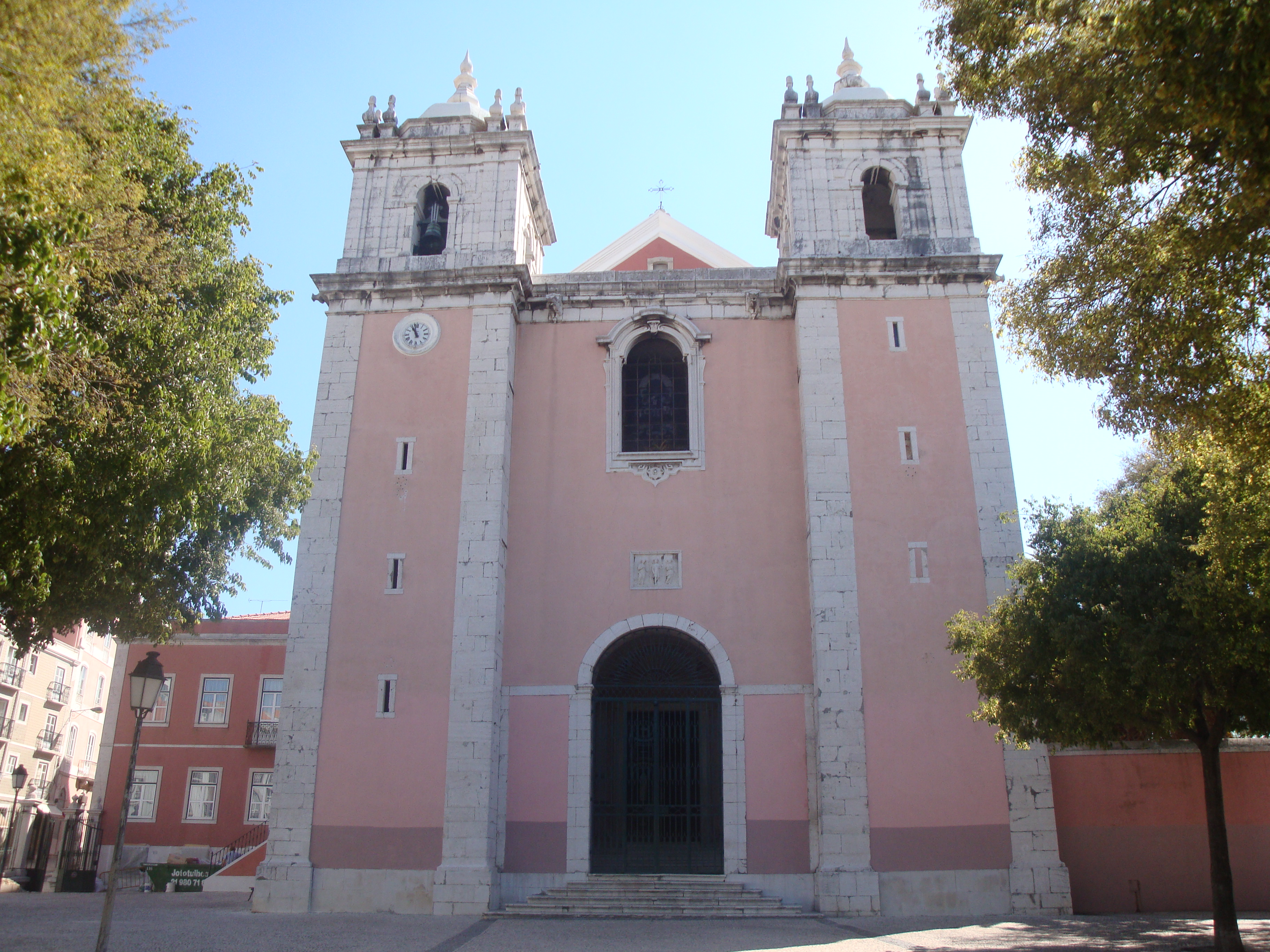
Kirche von Santos-o-Velho

Santos-o-Velho ist ein Ort des Nachtlebens für Einheimische und Touristen, vor allem an Wochenenden und am Vorabend von Feiertagen.
Santos-o-Velho ist der Geburtsort des ehemaligen portugiesischen Premierministers und derzeitigen UN-Generalsekretärs António Guterres.